# Сычёв, Александр Михайлович (хоккеист на траве)
Алекса́ндр Миха́йлович Сычёв (30 октября 1959) — советский хоккеист (хоккей на траве), полевой игрок. Бронзовый призёр летних Олимпийских игр 1980 года.

## Биография
Александр Сычёв родился 30 октября 1959 года.
Играл в хоккей на траве за московские «Фили».
В 1980 году вошёл в состав сборной СССР по хоккею на траве на летних Олимпийских играх в Москве и завоевал бронзовую медаль. Играл в поле, провёл 5 матчей, мячей не забивал.
В 1983 году в составе сборной СССР завоевал серебряную медаль чемпионата Европы в Амстелвене.
Мастер спорта международного класса.